# Vale în Jos
Vale în Jos falu Romániában, Erdélyben, Fehér megyében.

## Fekvése
Nagyponor közelében fekvő település.

## Története
Vale în Jos korábban Nagyponor része volt, 1956 körül vált külön, ekkor 420 lakosa volt.
1966-ban 403, 1977-ben 321, 1992-ben 229 román lakosa volt. 2002-ben 176 lakosából 174 román, 2 magyar volt.